# Tanycolagreus topwilsoni
Il tanicolagreo (Tanycolagreus topwilsoni) era un dinosauro carnivoro vissuto nel Giurassico superiore (Kimmeridgiano, circa 145 milioni di anni fa) negli Stati Uniti.

## Uno snello predatore

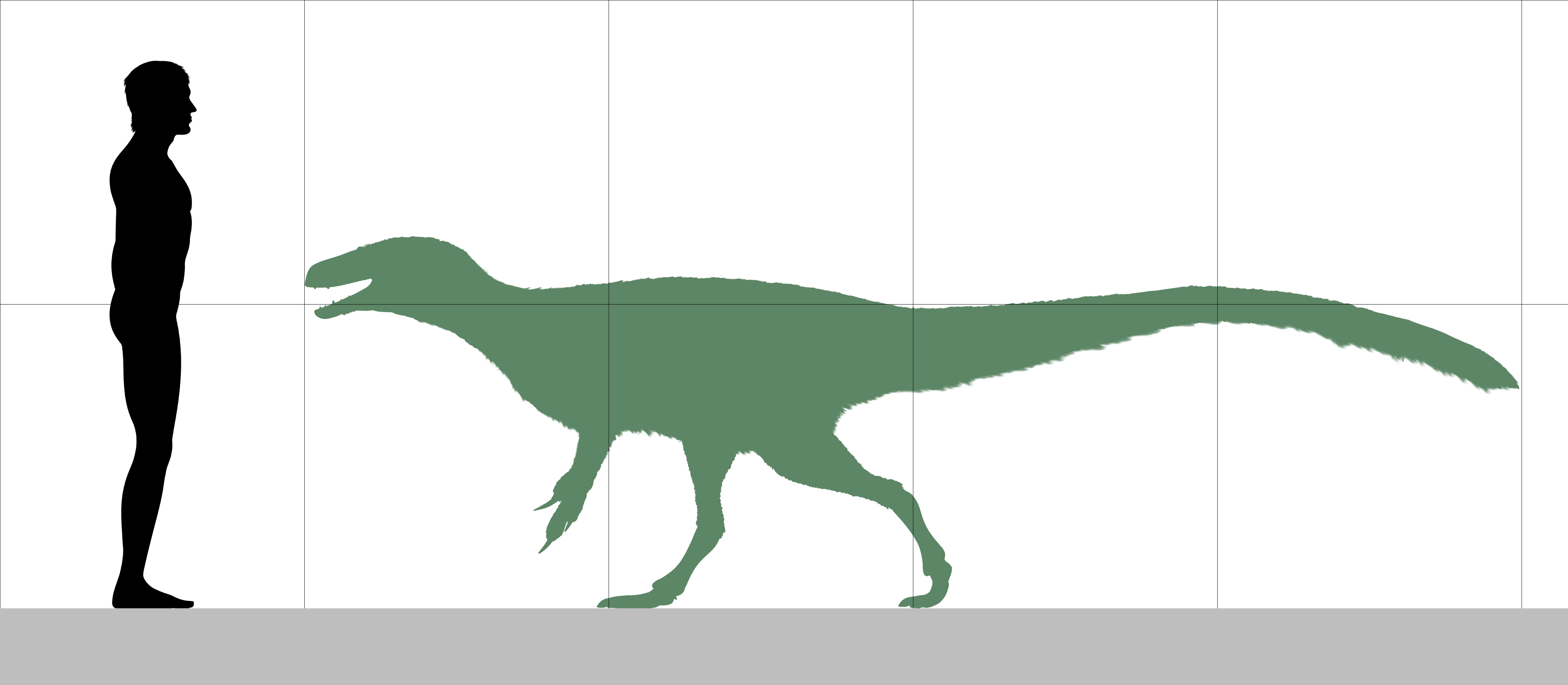
Dimensioni di T. topwilsoni

Questo dinosauro, descritto sulla base di uno scheletro quasi completo comprendente anche un cranio, doveva essere un efficiente predatore. Lungo circa 4 metri, il tanicolagreo era dotato di zampe posteriori molto allungate e adatte alla corsa, mentre le zampe anteriori servivano per ghermire prede di dimensioni relativamente piccole. La testa, stranamente corta, era dotata di molti denti acuminati.

## Classificazione
Prima della sua descrizione formale, avvenuta nel 2005, lo scheletro era stato attribuito al più piccolo Coelurus, vissuto negli stessi luoghi. Dopo un attento studio dei resti, si è capito che questi appartenevano a un nuovo genere di dinosauro, così come alcuni resti sparsi (ad esempio una zampa anteriore e una parte di mascella) in precedenza attribuiti a dinosauri già noti, come (di nuovo) Coelurus, Ornitholestes e Stokesosaurus. Il tanicolagreo, grazie allo scheletro quasi completo, è uno dei predatori meglio conosciuti della Morrison Formation, la formazione geologica che ha restituito le vestigia di dinosauri famosi quali Apatosaurus, Diplodocus, Brachiosaurus, Stegosaurus e Allosaurus.